# Окер (горный хребет)
Окер — горный хребет, который тянется с севера на юг на 80 км. Расположен в западной части штата Юта, в долине Солт-Лейк. Хребет тянется от северо-запада округа Юта к южному берегу Большого Солёного озера. Наивысшая точка — гора Флат Топ высотой 3,235 м. Название «Oquirrh» на языке гошутов означает «древесное место».
В горах Окер добывают золото, серебро, свинец, медь. Медно-порфировое месторождение в руднике Бингем-Каньон является одним из крупнейших в мире карьеров. На северном конце хребта расплоложен медеплавильный завод Кеннекотт, который перерабатывает рудные концентраты из одноимённой шахты в полезные металлы. Значение минералов, обнаруженных в этих горах, по оценкам, значительно превышают общее значение калифорнийских, невадских, и клондайкских золотых и серебряных месторождений.
В горах много каньонов и густых лесов, состоящих в основном из хвойных пород и осины. В каньоне Йеллоу Форк расположены населённые пункты Солт-Лейк-Каунти и многочисленные коттеджные посёлки. В Баттерфилде проложена асфальтированная дорога, которая соединяет поселения Туэле с Херимана. Дорога в Баттерфилде поднимается на высоту 280 метров над уровнем моря.